# 田畑稔
田畑 稔（たばた みのる、1942年 - ）、日本の哲学者。季報『唯物論研究』編集長。専門はドイツ哲学、マルクス主義。

## 経歴
大阪市生まれ。三重県名張市出身。大阪大学大学院文学研究科博士課程哲学哲学史専攻単位取得退学。富山大学教養部専任講師、助教授（1974-79、哲学担当）、広島経済大学経済学部教授（1998-2002、倫理学担当）、大阪経済大学人間科学部教授（2002-2012、人間論、哲学担当）。2012年定年退職。
1980年11月に山本晴義、鷲田小弥太、笹田利光、平等文博などとともに大阪唯物論研究会哲学部会を組織。翌1981年には季報『唯物論研究』を創刊、編集長（18号までは編集責任者）となった。参加者の全国化に伴い1996年には発行主体が季報『唯物論研究』刊行会に発展改組されたが、現在も編集長を継続している（2021年2月現在154号）。
1986年5月に季報『唯物論研究』と連携する形で、山本晴義、平等文博、笹田利光らとともに大阪哲学学校を創設した。これは「生活現場と哲学の結合」を旗印に、発表、討論、講演、古典講読、共著刊行などを行う市民参加型哲学運動であり、隔週開催で多くの市民の参画をえて、現在も続けられている。
1995年7月、高橋準二（自然科学史）、宇仁宏幸（経済学）、捧堅二（政治学）と4人で「研究プロジェクト現代世界」をたちあげ、1999年に共著『21世紀入門』（青木書店）を刊行した。これを機に2001年に高橋準二、山口協らとともに21世紀研究会を組織、21世紀叢書刊行などに取り組んだが、2018年に解散した。
マルクス研究面では、1980年代から根本的な「マルクス再読」作業を進めた。変革論ではマルクスの目指すポスト資本主義社会＝未来社会は「アソシエーション」に他ならないことを文献的に裏付け（田畑、1994）、この研究は石堂清倫、柄谷行人、大谷禎之介をはじめマルクス研究者や活動家から多くの反響を得た。

## 著書

### 単著
- 『マルクスとアソシエーション――マルクス再読の試み』 新泉社、1994年、増補新版2015年
- 『マルクスと哲学――方法としてのマルクス再読』 新泉社（大阪経済大学研究叢書）、2004年

### 主な共編著および共著
- 『歴史の哲学』高橋昭二、徳永恂編著、北樹出版、1980
- 『現代日本の宗教』山本晴義編、新泉社、1985
- 『天皇制を哲学する』大阪哲学学校編著、三一書房、1987
- 『企業モラルを哲学する』大阪哲学学校編著、三一書房、1988
- 『証言・唯物論研究会事件と天皇制』『季報・唯物論研究』編集部編、新泉社、1989
- 『社会主義像の展相』大藪龍介、加藤哲郎、松富弘志、村岡到共編、世界書院、1993
- 『日本の＜保守＞を哲学する』大阪哲学学校編著、三一書房、1994
- 『エンゲルスと現代』杉原四郎、降旗節雄、大藪龍介編、1995
- 『廣松渉を読む』情況出版、1996
- 『『ソフィーの世界』の世界―私たちにとって哲学ってなに？』大阪哲学学校編、青木書店、1996
- 『マルクス・カテゴリー事典』マルクス・カテゴリー事典編集委員会編、青木書店、1998
- 『21世紀入門――現代世界の転換にむかって』田畑稔、高橋準二、宇仁宏幸、捧堅二共著、青木書店、1999年
- 『グラムシは世界でどう読まれているか』グラムシ没後60周年記念国際シンポジウム編、社会評論社、2000
- 『21世紀社会主義への挑戦』社会主義理論学会編、社会評論社、2001
- 『現代と家族』太田孝太郎編、広島経済大学研究叢書第20冊、2002
- 『アソシエーション革命へ――理論・構想・実践』 田畑稔、大藪龍介、白川真澄、松田博編著、社会評論社、2003年
- 『人間科学の新展開』 滝内大三、田畑稔編著、ミネルヴァ書房、2005
- 『生きる場からの哲学入門』大阪哲学学校編、新泉社、2019
- 『21世紀のマルクス――マルクス研究の到達点』伊藤誠、大藪龍介、田畑稔共編著、新泉社　2019